# Master Blaster (Jammin’)
Master Blaster (Jammin’) ist ein Reggae-Song von Stevie Wonder aus dem Jahr 1980, der von ihm geschrieben, gesungen und produziert wurde. Er erschien auf dem Album Hotter than July sowie als Single.

## Inhalt
Der Song beschreibt ein friedliches Miteinander aller Völker, die sich einer gemeinsamen Party bis zum Sonnenaufgang einfinden.

## Geschichte
Das Stück ist eine Hommage an Bob Marley, den Wonder 1975 in Kingston traf. Der Song wurde am 12. September 1980 als Vorabsingle aus dem Album Hotter than July ausgekoppelt, das am 29. September veröffentlicht wurde.

## Rezeption

### Chartplatzierungen
| ChartsChartplatzierungen       | Höchstplatzierung | Wochen/ Monate |
| ------------------------------ | ----------------- | -------------- |
| Deutschland (GfK)              | 9 (25 Wo.)        | 25 Wo.         |
| Österreich (Ö3)                | 1 (3,5 Mt.)       | 3,5 Mt.        |
| Schweiz (IFPI)                 | 1 (13 Wo.)        | 13 Wo.         |
| Vereinigte Staaten (Billboard) | 5 (23 Wo.)        | 23 Wo.         |
| Vereinigtes Königreich (OCC)   | 2 (10 Wo.)        | 10 Wo.         |

| ChartsJahrescharts (1980)    | Platzierung |
| ---------------------------- | ----------- |
| Schweiz (IFPI)               | 13          |
| Vereinigtes Königreich (OCC) | 25          |

| ChartsJahrescharts (1981)      | Platzierung |
| ------------------------------ | ----------- |
| Vereinigte Staaten (Billboard) | 69          |

### Auszeichnungen für Musikverkäufe
| Land/Region                  | Auszeichnungen für Musikverkäufe (Land/Region, Auszeichnung, Verkäufe) | Verkäufe |
| ---------------------------- | ---------------------------------------------------------------------- | -------- |
| Kanada (MC)                  | Gold                                                                   | 75.000   |
| Neuseeland (RMNZ)            | Platin                                                                 | 30.000   |
| Vereinigtes Königreich (BPI) | Gold                                                                   | 400.000  |
| Insgesamt                    | 2× Gold · 1× Platin ·                                                  | 505.000  |

Hauptartikel: Stevie Wonder/Auszeichnungen für Musikverkäufe

## Coverversionen
- 1982: Stars on 45 (Stars on Stevie)
- 1994: The Flying Pickets
- 1998: Wyclef Jean feat. Stevie Wonder (Mastablasta'98)
- 2000: DJ Luck & MC Neat (Masterblaster 2000)
- 2000: Lungau Big Band
- 2003: Stephen Marley feat. Damian Marley
- 2004: Cheb Mami (Enfant's d'Afrique)
- 2005: Mel Brown
- 2006: Jehro